# リリアン・フックス
リリアン・フックス（Lillian Fuchs, 1902年11月18日 - 1995年10月5日）は、アメリカのヴィオラ奏者、作曲家。ヴァイオリン奏者のジョセフ・フックスは実兄。

## 概説
ニューヨークの音楽一家に生まれ、幼少期はピアノを学んだが、父親の指導でヴァイオリンに転向した。音楽芸術研究所でルイ・スヴェチェンスキとフランツ・クナイゼルにヴァイオリン、パーシー・ゲチウスに作曲を師事し、1924年に優秀な成績で卒業した。1926年にヴァイオリン奏者としてデビューしたが、すぐにペロール弦楽四重奏団にヴィオラ奏者として参加して1940年代半ばまで在籍し、ヴィオラ奏者として活動するようになった。1947年にはボフスラフ・マルティヌーから《マドリガル》を献呈されている。1953年にはプラドのカザルス音楽祭にヴィオラ独奏者として参加した。
1962年にマンハッタン音楽学校の講師を務めたのを皮切りに、1964年からアスペン音楽夏期音楽学校で教える等、教育活動も活発に行うようになり、1971年には母校のジュリアード音楽院の教授となった。
1995年、ニュージャージー州イングルウッドのアクターズ・ファンドの介護施設にて死没。

## 作曲
- 16の幻想的練習曲（無伴奏）
- 無伴奏ヴィオラのための田園風ソナタ
- ヴィオラのための15の性格的な練習曲（無伴奏）
- ヴィオラのための12の奇想曲（無伴奏）